# Anna Nahowski

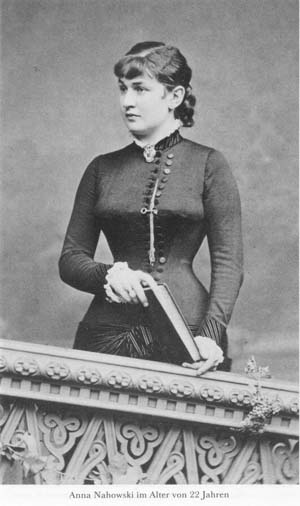
Anna Nahowski

Anna Nahowski, född 1860, död 1931, var mätress till Frans Josef I av Österrike mellan 1875 och 1888. 
Anna gifte sig vid 14 års ålder med sidentillverkaren Heuduck, som skuldsatte sig genom spelmissbruk och alkoholism. Under en promenad i parken vid Schönbrunn mötte hon kejsar Frans Josef. Förbindelsen var inofficiell och arrangerades på överenskommelse mellan Anna och kejsaren utan makens vetskap. Hon levde med sin make i en bostad på kort avstånd från Frans Josefs sommarbostad i Schönbrunn, och vinterbostad i Wien, och han besökte henne regelbundet då maken var regelbundet bortrest. Det är inte känt om något av hennes barn var kejsarens, men man tror att dottern Helena var det. Makens skulder betalades regelbundet. Detta fortsatte också sedan hon gift om sig med den utsvävande Franz Nahowski. Frans Josef fortsatte till en början sin förbindelse med henne även efter att han påbörjat ett mer officiellt förhållande med Katharina Schratt, men när Nahowski 1889 fick reda på hans otrohet med Schratt avslutade Frans Josef sitt förhållande med Nahowski. I utbyte mot kontakt ersättning för sig själv och sina barn fick hon underteckna ett tystnadskontrakt. Hennes dagbok publicerades 1976.